# Saoco
El saoco es una sencilla bebida alcohólica típica de Cuba, preparada con agua de coco y ron. Se documenta desde el siglo XIX.
Se sirve tanto en las playas cubanas como en las cantinas como el Floridita, siendo uno de los «cócteles clásicos cubanos».

## Origen
El nombre se cree que es un africanismo, es decir, que procede de alguna lengua africana, hablada por los afrocubanos, y su significado está relacionado con el ‘sabor’. Es un término usado en la música para indicar ‘ritmo, música’ o ‘sabrosura’.

## Elaboración
El investigador culinario Fernando Fornet Piña indica en su Diccionario gastronómico cubano cómo elaborarlo:

Mantenga un coco frío en hielo frappé. Auxíliese con un abridor y perfórele un orificio al coco en la unión con el tallo. Vierta el ron dentro del coco a través de la abertura y coloque un absorbente. Sírvalo en el mismo coco donde fue elaborado. La receta original es con aguardiente de caña.